# والتر كريفيتسكي
والتر جيرمانوفيتش كريفيتسكي (بالفرنسية: Walter Krivitsky)‏ (28 يونيو عام 1899 – 10 فبراير عام 1941)، ضابط استخبارات سوفيتي، كشف عن خطط توقيع اتفاق مولوتوف-ريبنتروب قبل انشقاقه، وقبل أسابيع من اندلاع الحرب العالمية الثانية.

## النشأة
ولد والتر كريفيتسكي في 28 يونيو عام 1899، لأبوين يهوديين باسم صمويل جينسبيرج في بودفوتشيسكا، في غاليشا، النمسا-هنغاريا (الآن بودفولوشيسك، في أوكرانيا). تكنّى باسم «كريفيتسكي» المشتق من الجذر السلافي لكلمة معناها «غريب» أو «غير شريف». وهو اسم ثوري مستعار اتخذه عندما دخل الاستخبارات التشيكية البلغارية نحو عام 1917.

## التجسس
عمل كريفيتسكي كجاسوس مقيم بصورة غير قانونية، باسم مزيف وأوراق مزيفة، في ألمانيا وبولندا والنمسا وإيطاليا وهنغاريا. ونال رتبة ضابط مراقبة. ويعود الفضل له في سرقة خطط الغواصات والطائرات، واعتراض المراسلات النازية اليابانية، وتجنيد العديد من العملاء، بمن فيهم ماجدا لوبيسكو (مدام لوبيسكو) ونويل فيلد.
أُرسل كريفيتسكي إلى لاهاي، في هولندا في مايو عام 1937، للعمل كرئيس جهاز (ضابط مراقبة إقليمي) وتظاهر أنه متخصص في الأثريات. ويبدو أنه نسّق عمليات الاستخبارات في جميع أنحاء أوروبا الغربية.

## الانشقاق
كانت هيئة الأركان العامة للجيش الأحمر في ذلك الوقت تخضع للتطهير العظيم في موسكو، والتي وجدها كريفيتسكي وصديقه المقرب إيجناس ريس عندما كانا خارج البلاد، مزعجة للغاية. أراد ريس الانشقاق، لكن كريفيتسكي منعه مرارًا.
انشق ريس أخيرًا، أعلن ذلك في خطابه متحديًا موسكو. ودفع اغتياله في سويسرا في سبتمبر عام 1937 كريفيتسكي للانشقاق في الشهر التالي.
بدأ كريفيتسكي في باريس بكتابة المقالات والتواصل مع ليف سيدوف ابن تروتسكي، والتروتسكييين. والتقى هناك أيضًا بالجاسوس السوفيتي السري مارك زبوروفسكي، المعروف باسم «إتيان»، الذي أرسله سيدوف لحمايته. توفي سيدوف في ظروف غامضة في فبراير عام 1938، واستطاع كريفيتسكي التملص من محاولات قتله وخطفه في فرنسا، بما في ذلك هروبه إلى هييريس.
تمكن البريطانيون من اعتقال جون كينغ، كاتب رموز في وزارة الخارجية، نتيجة لاستجواب كريفيتسكي. قدم أيضًا وصفًا مبهمًا لجاسوسَين سوفيتيَّين آخرَين، دونالد ماكلين وجون كارينكروس، لكن دون تفاصيل كافية لتمكين اعتقالهما. دخلت عملية الاستخبارات السوفيتية في المملكة المتحدة في حالة من الفوضى لفترة من الوقت.
أبحر كريفيتسكي من فرنسا إلى الولايات المتحدة في نهاية عام 1938، استباقًا للاحتلال النازي.

## معاداة الستالينية
لم يكتفِ كريفيتسكي بالانشقاق، بل أصبح معاديًا للستالينية.

### في خدمة ستالين السرية
أنتج كريفيتسكي قصة داخلية عن أساليب ستالين الخفية، بمساعدة الصحفي إسحق دون ليفين والعميل الأدبي بول وول. ظهرت بشكل كتاب بعنوان: في خدمة ستالين السرية (العنوان في المملكة المتحدة: لقد كنت عميل ستالين)، ونُشر في 15 نوفمبر عام 1939. ظهر لأول مرة في طبعة مسلسلة مثيرة في أشهر مجلة ذلك الوقت، ساترداي إيفنينغ بوست. ظهر العنوان كعبارة في مقال كتبته زوجة ريس في الذكرى الأولى لاغتيال زوجها: «كان ريس في خدمة ستالين السرية لعدة سنوات وعرف المصير الممكن توقعه». تلقى الكتاب مراجعة لا مبالية من صحفية نيويورك تايمز المؤثرة للغاية.
هوجم بعنف من اليسار الأمريكي، فقد ثَبُتت صحة توقعات كريفيتسكي، عندما وُقّعت معاهدة عدم الاعتداء الألمانية السوفيتية، والتي توقعها في أغسطس عام 1939.

### الشهادة
اعتقد كريفيتسكي أن من واجبه الإبلاغ، عندما كان في صراع بين التفاني من أجل المثل الاشتراكية وإبغاض أساليب ستالين. تسبب هذا القرار له بالكرب النفسي، كما وضح للمنشق الأمريكي ويتاكلا تشامبرز. أخبر تشامبرز: «في عصرنا، الإبلاغ واجب» (أوردها تشامبرز في سيرته الذاتية، الشاهد).
شهد كريفيتسكي أمام لجنة الموت (التي أصبحت فيما بعد لجنة مجلس النواب للأنشطة غير الأمريكية) في أكتوبر عام 1939، وأبحر باسم «والتر توماس» إلى لندن في يناير عام 1940 ليُستجوب من قبل جين آرشر من الاستخبارات العسكرية البريطانية إم آي5. كشف الكثير عن التجسس السوفيتي أثناء ذلك. كانت مسألة مثيرة للجدل حول ما إذا أعطى أدلة للـ إم آي5 عن هوية العميلين السوفيتيين دونالد ماكلان وكيم فيلبي. ومن المؤكد مع ذلك أن مفوضية الشعب للشؤون الداخلية والتي تعرف اختصارًا بـ إن كي في دي، علمت بشهادته وبدأت محاولاتها لإسكاته.

## الوفاة

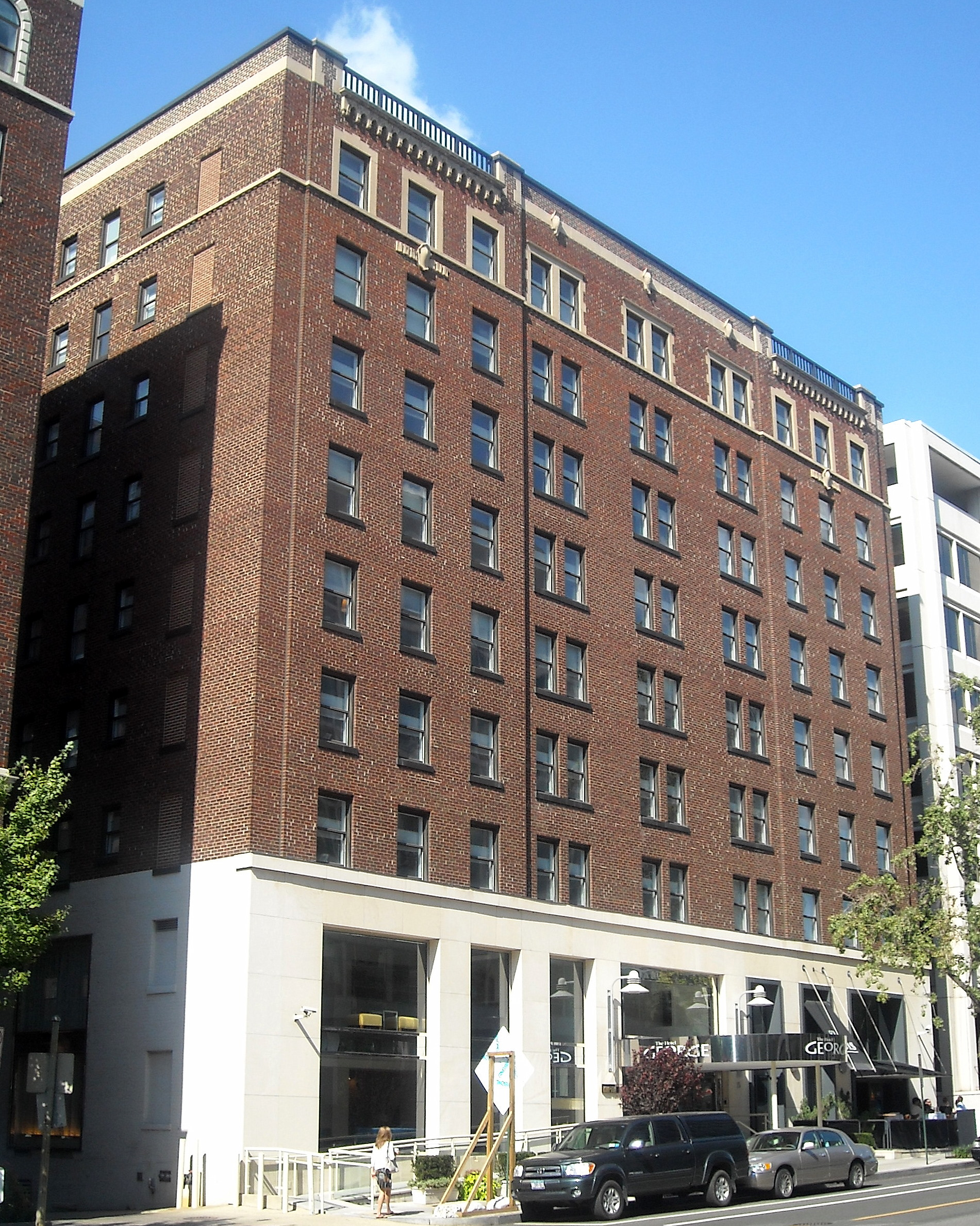
فندق جورج، العاصمة واشنطن

عاد كريفيتسكي حالًا إلى أمريكا الشمالية، وهبط في كندا. كانت هناك مشكلة دومًا مع دائرة الهجرة والتجنيس الأمريكية، إذ لم يتمكن من العودة إلى هناك حتى نوفمبر عام 1940. وكّل كريفيتسكي لويس والدمان لتمثيله في المسائل القانونية (كان والدمان صديقًا قديمًا لإسحق دون ليفين).
أقنعه اغتيال تروتسكي في المكسيك في 21 أغسطس عام 1940 بأنه أصبح وقتها على رأس قائمة مفوضية الشعب للشؤون الداخلية. قضى الشهرين الأخيرين في نيويورك بالتخطيط للاستقرار في فرجينيا والكتابة، لكن أحاطته الشكوك والرهبة.
عُثر عليه ميتًا في 10 فبراير عام 1941 في تمام الساعة التاسعة والنصف صباحًا، في فندق بيلفو (المعروف الآن باسم فندق كيمبتون جورج) في واشنطن العاصمة من قبل الخادمة، مع ثلاث رسائل انتحار بجوار السرير. كان مستلقيًا في بركة من الدم بسبب جرح من رصاصة واحدة في الصدغ الأيمن من مسدس عيار 38 عُثر عليه في يده اليمنى. وأشار التقرير في 10 يونيو عام 1941، إلى أنه مات قبل 6 ساعات تقريبًا من العثور عليه.
وفقًا للعديد من المصادر قُتل على يد الاستخبارات السوفيتية، لكن التحقيق الرسمي خلص إلى أن كريفيتسكي انتحر، لأنهم لم يدركوا مطاردة مفوضية الشعب للشؤون الداخلية له.
روى شخصان على صلة وثيقة بكريفيتسكي التأويلات المعاكسة لوفاته في وقت لاحق:

### الانتحار: كتبت زوجة ريس
كان عليه أن يبدأ حياة جديدة في الولايات المتحدة، دون أن يعرف البلد واللغة. وجد أصدقاء جيدين، وبينهم أدرك كم كان وحيدًا بشكل مروع. عاش في أمان نسبي وغنى من بيع مقالاته. كانت عائلته بأمان وتحظى بالرعاية الجيدة وامتلك صُحبة، وبدا الأمر كأنه بدأ حياة جديدة. ولكن حدث شيء آخر، فقد كان لديه الوقت لأول مرة لرؤية نفسه في وضعه الجديد. قطع صلته بحياته القديمة ولم يبنِ حياة جديدة. ذهب إلى فندق في واشنطن، وكتب رسالة إلى زوجته وأخرى إلى أصدقائه، ووضع رصاصة في رأسه، لأولئك الذين يعرفون خط يده، أسلوبه، وتعبيراته، لا يمكن أن يكون هناك شك في أنه قد كتب لهم.

### الاغتيال: ذُكرت الغرف في مذكراته
اقتحم أحد أصدقائي المقربين في إحدى الليالي مكتبي إحدى المرات. كان يحمل جزءًا مقتطعًا أصفر جاء لتوه من المبرقة الكاتبة.
قال: «لقد قتلوا الجنرال، قُتل كريفيتسكي». عُثر على جثة كريفيتسكي في غرفة في فندق صغير في واشنطن على بعد بضعة مبان من مبنى البرلمان. كانت لديه غرفة محجوزة بشكل دائم في فندق كبير في وسط المدينة اعتاد أن يبقى فيها دائمًا عندما كان في واشنطن. لم يبق في الفندق الصغير من قبل. لماذا ذهب إلى هناك؟
أُطلق عليه النار في رأسه وكان هناك دليل على أنه هو من قام بذلك. بأمر من؟ ترك خطابًا ذكر فيه لزوجته وأطفاله نصيحة غير متوقعة بأن الحكومة والشعب السوفيتي كانا أفضل أصدقائه. حذرهم في السابق أنه إذا ما عُثر عليه ميتًا، ألا يعتقدوا تحت أي ظرف أنه انتحر. من الذي أجبر صديقي على كتابة الرسالة؟ تذكرت القول: «يمكن لأي غبي أن يرتكب جريمة قتل، لكن يتطلب الأمر فنانًا لاقتراف موت طبيعي جيد».
أخبرني كريفيتسكي أيضًا بشيء آخر في تلك الليلة. كان قد خلع المسدس الذي كان يحمله عادة قبل بضعة أيام ووضعه في درج المكتب. شاهده ابنه البالغ من العمر سبع سنوات. وسأله: «لماذا وضعت المسدس جانبًا؟» وأجابه: «لا أحد يحمل مسدسًا في أمريكا»، وقال الطفل: «بابا، احمل المسدس».
استمرت التخمينات في القرن الحادي والعشرين. حيث جادل كتاب أنتوني بيرسي «سوء الدفاع عن المملكة» في عام 2017 (باكنجهام: صحافة جامعة باكنجهام، 2017) أن كريفيتسكي كان أهم مصدر في المملكة المتحدة بشأن الخطة السوفيتية، ولم يتلق أي أمر من إم آي5 بشأن المعلومات الاستخباراتية التي قدمها، واغتِيل على أيدي الاستخبارات السوفيتية بعد أن أبلغ غاي بورغيس الرؤساء السوفيت عنه. يجادل بيرسي أن الاغتيال وضّح التهديد الذي يتعرض له جواسيس حلقة كامبريدج وجواسيس آخرون.

## الناجون
وجد ويتاكر تشامبرز عند أول خبر لوفاة كريفيتسكي، زوجة كريفيتسكي أنتونيا (تونيا) وابنه أليك في مدينة نيويورك. أحضرهم بالقطار إلى فلوريدا، حيث أقاموا مع عائلة تشامبرز، والتي فرّت لتوها من نيو سميرنا. اختبأت العائلتان هناك خشية مزيد من الأعمال الانتقامية السوفيتية. ثم عادت العائلتان إلى مزرعة تشامبرز في ويستمنستر في ماريلاند. عادت تونيا وأليك إلى نيويورك في غضون فترة قصيرة.
عاشت زوجته وابنه في فقر لبقية حياتهما. توفي أليك بسبب ورم في المخ في أوائل الثلاثينيات من عمره بعد أن خدم في البحرية الأمريكية ودرس في جامعة كولومبيا. تابعت تونيا التي غيرت لقبها قانونيًا إلى «توماس» حياتها وعملها في مدينة نيويورك، حتى تقاعدت في أوسينينغ، حيث توفيت في دار للمسنين في عام 1996 عن عمر بلغ 94 عامًا.

## الأعمال
- في خدمة ستالين السرية (1939) (الطبعة الثانية في 1939، 1979، 1985، 2000).[18][19][20][21][22]
- عميل ستالين (بالفرنسية، 1940).[23]
- كنت عميل ستالين (بالبولندية، 1964).[24]
- كنت عميل ستالين. مذكرات ضابط استخبارات سوفيتي (بالروسية، 1991).[25]
- روسيا في إسبانيا (بالإسبانية، 1939).[26]
- استجواب إم آي5 ووثائق أخرى عن الاستخبارات السوفيتية (2004).[27]